# Gaius Furnius (Konsul 17 v. Chr.)
Gaius Furnius († nach 17 v. Chr.) entstammte dem römischen Geschlecht der Furnier und war 17 v. Chr. Konsul.

## Leben
Gaius Furnius war der Sohn des gleichnamigen Volkstribunen von 50 v. Chr. Er setzte sich bei Octavian nach dessen Sieg über Marcus Antonius (30 v. Chr.) erfolgreich für die Begnadigung seines Vaters ein, der ein Parteigänger des Antonius gewesen war und daher auf der Verliererseite gestanden hatte.
Als Augustus, wie sich Octavian als Alleinherrscher nannte, 26 v. Chr. persönlich die Führung des Kantabrischen Krieges übernahm, den die Römer gegen die letzten noch unabhängigen spanischen Stämme, die Kantabrer und Asturer, führten, nahm Furnius als Legat des Kaisers daran teil. 25 v. Chr. verschanzten sich die Kantabrer auf dem Mons Medullius, dessen Belagerung durch die Römer Furnius in leitender Funktion mitmachte. Nachdem die Kantabrer die Unmöglichkeit einer Flucht erkannt hatten, erstachen oder vergifteten sich viele von ihnen lieber als in römische Gefangenschaft zu geraten.
Doch auch nach der Rückkehr des Augustus nach Italien (Ende 25 v. Chr.) war der Krieg in Spanien noch lange nicht beendet. 22 v. Chr. fungierte Furnius als Statthalter der Provinz Hispania citerior und wurde damals mit einem Aufstand der Kantabrer konfrontiert, der gleichzeitig mit einer Rebellion der Asturer gegen Publius Carisius, den legatus Augusti pro praetore Lusitaniens, ausbrach. Furnius besiegte die Kantabrer, die wiederum den Tod durch Gift oder Verbrennen in ihren von ihnen selbst angezündeten Verschanzungen einer Gefangenschaft vorzogen. Danach zog Furnius dem Carisius zu Hilfe und unterstützte ihn bei der Niederschlagung der Erhebung der Asturer, die sich ergeben mussten.
Nach den Angaben der Fasten erreichte Furnius 17 v. Chr. mit der Bekleidung des Konsulats den Höhepunkt seiner Laufbahn. Er war auch als Redner und Schriftsteller tätig und starb noch vor seinem Vater.
Der klassische Philologe Alfred Kappelmacher hält einen vom römischen Dichter Horaz als Freund bezeichneten candidus Furnius eher für den hier behandelten Furnius als für dessen Vater.